# Ficus hypogaea
Ficus hypogaea är en mullbärsväxtart som beskrevs av George King. Ficus hypogaea ingår i släktet fikonsläktet, och familjen mullbärsväxter. Inga underarter finns listade i Catalogue of Life.